# Jake Busey

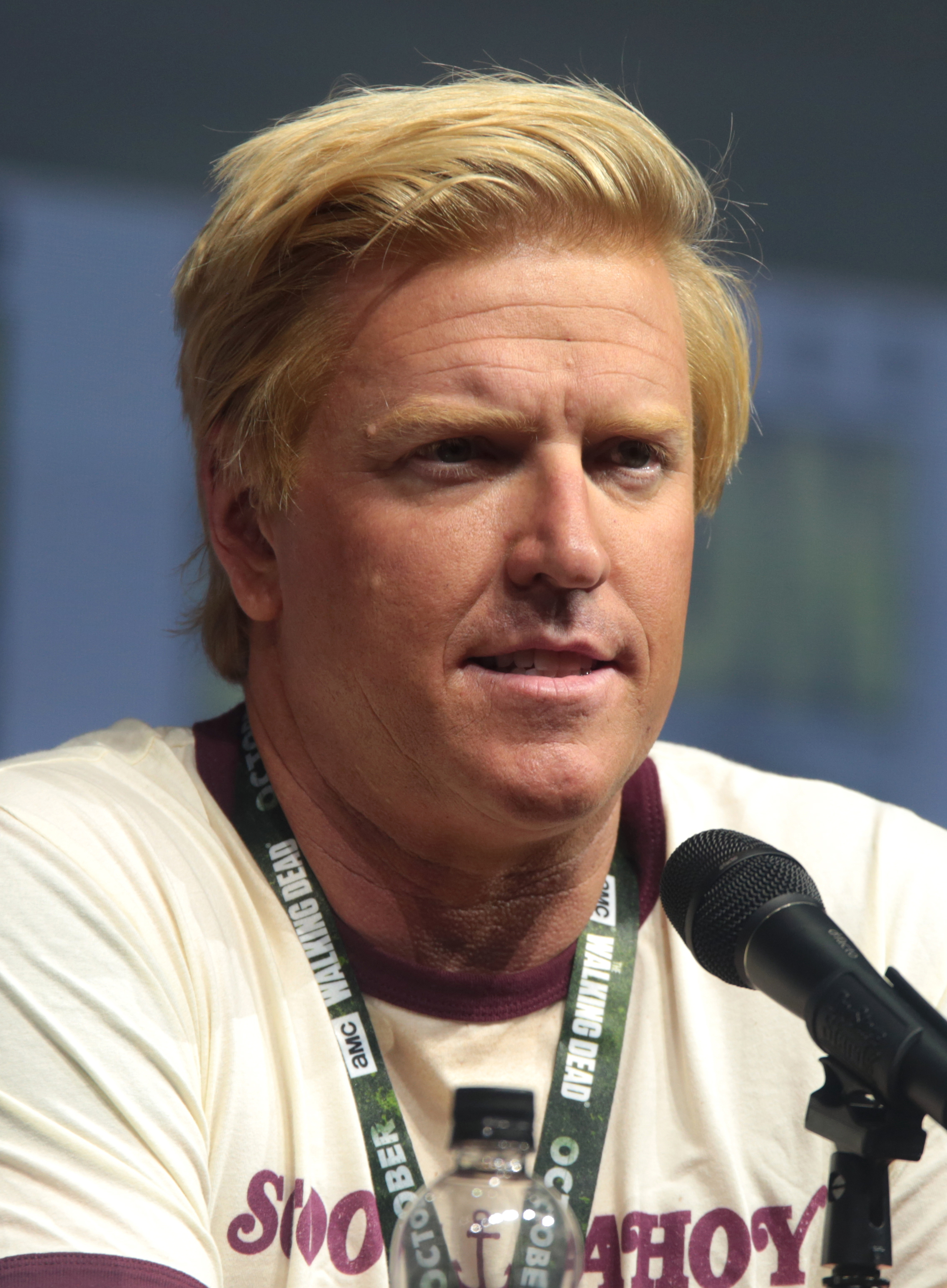
Jake Busey (2018)

William Jacob „Jake“ Busey (* 15. Juni 1971 in Los Angeles, Kalifornien) ist ein US-amerikanischer Schauspieler und Musiker.

## Leben und Karriere
Er ist der Sohn des Schauspielers Gary Busey. Sein Debüt gab er im Alter von sechs Jahren an der Seite seines Vaters in dem Krimidrama Stunde der Bewährung. Seither war er in mehr als 110 Film- und Fernsehproduktionen zu sehen. Eine seiner bekannteren Rollen hatte er 1997 in Starship Troopers, in dem er den großmäuligen Soldaten Ace Levy verkörperte. Im selben Jahr übernahm Busey in dem Science-Fiction-Drama Contact die Rolle des religiösen Fanatikers Joseph. Von 1999 bis 2000 übernahm er eine Hauptrolle in der Fernsehserie Shasta Mc Nasty. Es folgten Rollen in Filmen wie Fast Sofa, Tomcats, Meine ersten zwanzig Millionen, Hitcher Returns, Identität, Krieg der Welten 3 – Wie alles begann und Road House 2.
In den nächsten Jahren übernahm Busey vor allem Gastrollen in Fernsehserien, bevor er von 2014 bis 2016 in der Fernsehserie From Dusk Till Dawn die Rolle des Prof. Aiden „Sex Machine“ Tanner spielte. In dem Actionfilm Predator – Upgrade stellte er den Wissenschaftler Sean Keyes dar. In der dritten Staffel der Netflix-Serie Stranger Things verkörperte er 2019 den Journalisten Bruce.
Aus seiner Beziehung mit der Maskenbildnerin April Hutchinson ging 2012 eine Tochter hervor.

## Filmografie (Auswahl)
- 1978: Stunde der Bewährung (Straight Time)
- 1989: Tödliches Versteck (Hider in the House)
- 1994: The Foot Shooting Party (Kurzfilm)
- 1994: 36 Tage Terror (S.F.W.)
- 1994: Chicks (The Stoned Age)
- 1996: The Frighteners
- 1997: Contact
- 1997: The Way We Are (Quiet Days in Hollywood)
- 1997: Starship Troopers
- 1998: Der Staatsfeind Nr. 1 (Enemy of the State)
- 1998: Verliebt in Sally (Home Fries)
- 1999: Held Up – Achtung Geiselnahme! (Held Up)
- 1999–2000: Shasta Mc Nasty (Fernsehserie, 22 Episoden)
- 2001: Fast Sofa
- 2001: Tomcats
- 2002: Meine ersten zwanzig Millionen (The First $20 Million Is Always the Hardest)
- 2003: Hitcher Returns (The Hitcher II: I’ve Been Waiting)
- 2003: Lost Junction – Irgendwo im Nirgendwo (Lost Junction)
- 2003: Identität (Identity)
- 2004: Verrückte Weihnachten (Christmas with the Kranks)
- 2005: Krieg der Welten 3 – Wie alles begann (H. G. Wells’ War of the Worlds)
- 2005: Sex, Love & Secrets (Fernsehserie, 6 Episoden)
- 2006: Prison of Death (Death Row)
- 2006: Road House 2 (Road House 2: Last Call)
- 2007: CSI: Miami  (Fernsehserie, Episode 5x12)
- 2009: The Mentalist (Fernsehserie, Episode 2x03)
- 2011: CSI: NY (Fernsehserie, Episode 8x02)
- 2011: The Closer (Fernsehserie, Episode 7x13)
- 2012: Nazi Sky – Die Rückkehr des Bösen (Nazis at the Center of the Earth)
- 2012: The Finder (Fernsehserie, Episode 1x04)
- 2012: Franklin & Bash (Fernsehserie, Episode 2x09)
- 2013: Sparks – The Origin of Ian Sparks (Sparks)
- 2013: Psych (Fernsehserie, Episode 7x01)
- 2014–2016: From Dusk Till Dawn: The Series (Fernsehserie, 19 Episoden)
- 2014: Perception (Fernsehserie, Episode 2x14)
- 2014: Wicked Blood
- 2015: Justified (Fernsehserie, Episode 6x04)
- 2015: Texas Rising (Fernsehserie, 2 Episoden)
- 2016: Arbor Men – Eine dämonische Legende (Arbor Demon/Enclosure)
- 2017: Dead in Tombstone 2 (Dead Again in Tombstone)
- 2017: Dead Ant
- 2018: Marvel’s Agents of S.H.I.E.L.D. (Fernsehserie, 2 Episoden)
- 2018: Predator – Upgrade (The Predator)
- 2019: Stranger Things (Fernsehserie, 5 Episoden)
- 2019: Mr. Robot (Fernsehserie, Episode 4x01)
- 2019: L.A.’s Finest (Fernsehserie, 4 Episoden)
- 2024: Rust – Legende des Westens (Rust)
- 2025: Killing Mary Sue